# Finestra di Kollsman
La finestra di Kollsman è parte di un dispositivo situato all'interno od in prossimità di un altimetro barometrico. Tale dispositivo, ideato nel 1928 da Paul Kollsman, mostra e permette di variare il valore della pressione di riferimento dell'altimetro medesimo. Il valore della pressione di riferimento è mostrato in hPa (ettopascal) o mmHg (millimetri di mercurio). La pressione di riferimento non è altro che la pressione atmosferica ad altitudine zero (l'altitudine è l'altezza dal livello del mare). L'operazione di cambiamento della pressione di riferimento, chiamata in gergo regolaggio altimetrico, è effettuata tramite un apposito nottolino zigrinato.